# ونترن
ونترن (به فرانسوی: Ventron) یک کمون در فرانسه است که در Canton of Saulxures-sur-Moselotte واقع شده‌است.

## خصوصیات
ونترن ۲۴٫۹۷ کیلومترمربع مساحت و ۹۴۹ نفر جمعیت دارد و ۶۳۱ متر بالاتر از سطح دریا واقع شده‌است.